# Jaume I (metropolitana di Barcellona)
Jaume I è una stazione della Linea 4 della metropolitana di Barcellona situata sotto la Plaça de Jaume I nel centro di Barcellona.
Inaugurata nel 1926 con il nome di Jaime I, faceva parte di una diramazione del Gran Metro de Barcelona, con la fusione del "Gran Metro" con la società Ferrocarril Transversal Metropolitano la stazione di Jaime I entrò a far parte della Linea III
Molti anni dopo, nel 1972 la stazione fu chiusa al pubblico per i lavori di trasformazione della Linea III che culminarono con la riapertura della stazione facente parte della nuova Linea IV.
Nel 1982 la stazione venne rinominata con la forma catalana, Jaume I, e la linea IV venne rinominata Linea 4.